# Леклерк, Соломон
Святой Соломо́н Лекле́рк (фр. Salomone Leclercq), урожд. Гийо́м-Николя́-Луи́ Леклерк (фр. Guillaume-Nicolas-Louis Leclercq, 15 ноября 1745, Булонь-сюр-Мер — 2 сентября 1792, Париж) — французский монах, состоявший в ордене «Братья христианских школ». Был арестован революционерами в 1792 году и убит в саду монастыря кармелитов в Париже после того, как отказался принести присягу на верность новому французскому правительству.
Канонизирован как мученик папой Франциском в 2016 году.

## Жизнь

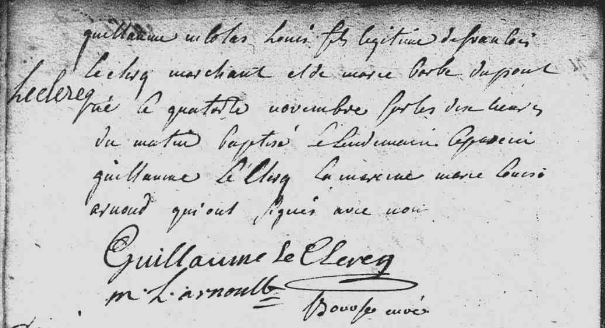
Запись о крещении Леклерка

Родился в Булоне-сюр-Мере 15 ноября 1745 года.
Поступил в новициат в братьев христианских школ в 1767 году и взял имя Соломон. Работал учителем, затем назначен наставником послушников. В 1777 году назначен прокуратором Маревиля, а в 1778 году — провинциалом. В 1790 году, во время Великой Французской революции, религиозный институт был признан незаконным из-за того, что его члены отказались принести присягу на верность новому французскому правительству после свержения короля Людовика XVI. Несмотря на то, что за ним следили, Леклерк продолжал писать письма родственникам. Его последнее письмо было датировано 15 августа 1792 года. Примерно в то же время он и священник Клоривий строили планы по созданию новой религиозной конгрегации, чему не суждено было сбыться.
Был арестован 15 августа 1792 года и заключён в тюрьму вместе со священниками и другими верующими в монастыре кармелитов в Париже. Революционеры, вооруженные шпагами, казнили всех 2 сентября 1792 года в саду монастыря.

## Почитание
Папа Бенедикт XV провозгласил его слугой Божьим 26 января 1916 года. Папа Пий XI беатифицировал Леклерка и его 190 сподвижников 17 октября 1926 года. Папа Франциск причислил его к лику святых на мессе на площади Святого Петра 16 октября 2016 года.
День памяти — 2 сентября.